# Кастиљоне д'Интелви
Кастиљоне д'Интелви (итал. Castiglione d'Intelvi) је насеље у Италији у округу Комо, региону Ломбардија.
Према процени из 2011. у насељу је живело 857 становника. Насеље се налази на надморској висини од 618 м.

## Становништво
| 1936. | 1951. | 1961. | 1971. | 1981. | 1991. | 2001. | 2011. |
| ----- | ----- | ----- | ----- | ----- | ----- | ----- | ----- |
| 600   | 526   | 473   | 501   | 594   | 661   | 760   | 1.057 |